# Николау, Кристина
Кристина Елена Николау (рум. Cristina Elena Nicolau; 9 августа 1977, Бухарест — 5 декабря 2017, Бухарест) — румынская легкоатлетка, специалистка по прыжкам в длину и тройным прыжкам. Выступала на профессиональном уровне в 1991—2007 годах, обладательница серебряной медали чемпионата Европы в помещении, бронзовая призёрка Всемирной Универсиады, чемпионка Балкан, многократная чемпионка Румынии, бывшая рекордсменка страны в тройном прыжке, участница летних Олимпийских игр в Сиднее.

## Биография
Кристина Николау родилась 9 августа 1977 года в Бухаресте, Румыния. Занималась лёгкой атлетикой в столичном клубе «Стяуа».
Впервые заявила о себе на международном уровне в сезоне 1991 года, когда вошла в состав румынской сборной и выступила на юниорском европейском первенстве в Салониках, где в зачёте прыжков в длину стала седьмой.
В 1992 году в той же дисциплине закрыла десятку сильнейших на юниорском мировом первенстве в Сеуле.
В 1993 году выиграла бронзовую медаль на юниорском европейском первенстве в Сан-Себастьяне.
В 1994 году была девятой на юниорском мировом первенстве в Лиссабоне.
В 1995 году завоевала серебряную награду на юниорском европейском первенстве в Ньиредьхазе.
В 1996 году в тройном прыжке стала восьмой на чемпионате Европы в помещении в Стокгольме, в прыжках в длину победила на чемпионате Румынии в Бухаресте. На юниорском мировом первенстве в Сиднее получила серебро в обеих дисциплинах.
В 1997 году в тройном прыжке заняла десятое место на чемпионате Европы в помещении в Париже, взяла бронзу на чемпионате Балкан в Афинах. На впервые проводившемся молодёжном европейском первенстве в Турку завоевала серебряную и золотую награды в прыжках в длину и тройных прыжках соответственно. Будучи студенткой, представляла Румынию на Всемирной Универсиаде в Катании — в прыжках в длину стала бронзовой призёркой, тогда как в тройных прыжках показала в финале пятый результат.
На чемпионате Европы в помещении 1998 года в Валенсии была в тройном прыжке седьмой.
В 1999 году в тройном прыжке победила на Кубке мира в Париже и на молодёжном европейском первенстве в Гётеборге, где показала лучший результат за всю историю соревнований — 14,70 метра. Позднее на чемпионате мира в Севилье заняла восьмое место.
В 2000 году превзошла всех соперниц на зимнем чемпионате Румынии в Бухаресте, установив при этом свой личный рекорд в тройном прыжке — 14,94 метра (национальный рекорд, продержавшийся 17 лет). В составе румынской сборной выиграла серебряную медаль на чемпионате Европы в помещении в Генте. Благодаря череде успешных выступлений удостоилась права защищать честь страны на летних Олимпийских играх в Сиднее — здесь в финале прыгнула тройным на 14,17 метра, расположившись в итоговом протоколе соревнований на шестой строке.
В 2001 году была шестой на чемпионате мира в помещении в Лиссабоне и на чемпионате мира в Эдмонтоне, третьей на Кубке Европы в Бремене, отметилась победой на Франкофонских играх в Оттаве.
В 2002 году заняла пятое место на чемпионате Европы в помещении в Вене и на чемпионате Европы в Мюнхене, стала второй на Кубке Европы в Анси.
В 2003 году в тройном прыжке победила на чемпионате Балкан в Фивах и на Всемирных военных играх в Катании.
Завершила спортивную карьеру по окончании сезона 2007 года.
Умерла от болезни 5 декабря 2017 года в Бухаресте в возрасте 40 лет.